# Ирапуато
Ирапуато (на испански: Irapuato) е град в централния мексикански щат Гуанахуато. Ирапуато е с население от 380 941 жители (по данни от 2010 г.), което го прави 2-рия по население в щата след град Леон. Общата площ на града е 845,16 км². Основан е през 1589 г.